# Microphis brachyurus
Microphis brachyurus és una espècie de peix de la família dels singnàtids i de l'ordre dels singnatiformes.

## Subespècies
- Microphis brachyurus aculeatus (Kaup, 1856)
- Microphis brachyurus brachyurus (Bleeker, 1853)
- Microphis brachyurus lineatus (Kaup, 1856)
- Microphis brachyurus millepunctatus (Kaup, 1856)[1]